# IJzermonding
De IJzermonding is een natuurreservaat van ongeveer 130 ha in de Belgische kustgemeente Nieuwpoort. Het gebied is eigendom van het Vlaams Gewest en wordt beheerd door het Agentschap Natuur en Bos. Het ligt aan de rechteroever van de IJzer, ter hoogte van de monding van de rivier in de Noordzee. Het gebied is Europees beschermd als onderdeel van Natura 2000-gebied 'Duingebieden inclusief IJzermonding en Zwin' (BE2500001).
Het is een ecosysteem dat uniek en kwetsbaar is aan de Vlaamse kust. Nergens aan de Vlaamse kust vindt men een ander gebied waarbij een riviermonding aansluit met strand, zeereepduinen en achterliggende duingraslanden en mosduinen tot en met de polder. In het natuurreservaat zijn slikken en schorren te zien, alsook de overgang naar kopjesduinen.

## Natuurherstelmaatregelen vanaf 1993
Het gebied was sterk aangetast, maar enkele belangrijke natuurherstelmaatregelen zorgden voor een aanzienlijke opwaardering. Zo werd in 1993 de vroegere marinebasis door het Duinendecreet beschermd, stelde de Universiteit van Gent in 1996 in samenwerking met het Instituut voor Natuurbehoud een natuurherstelplan op en werd tussen 1999 en 2003 de baggerspecie afgegraven. Alle gebouwen en wegen die tot de voormalige marinebasis behoorden, werden afgebroken. Vervolgens werden ook de dokken en kades ontmanteld. Hierdoor werd de oppervlakte slik, schor en duin vergroot tot een veelvoud van de voormalige restant, en kreeg de overgang tussen elk milieu weer zijn eigen grillige, natuurlijke patroon. De laatste fase hield de afgraving van een groot opgespoten terrein in. 

## Bedreiging door stadsdeel Rechteroever
In oktober 2019 werd het provinciaal RUP Rechteroever Jachthaven Nieuwpoort goedgekeurd om tegenover het stadscentrum, op een huidig industrieterrein op wandelafstand van het natuurgebied, een nieuw stadsdeel Nieuwpoort Rechteroever te bouwen met daarin een nieuw jachthavendok. Op de pier van de bestaande jachthaven zou ook een woontoren tot 45 meter hoog komen op enkele honderden meters in vogelvlucht van het natuurgebied. Een consortium bestaande uit vastgoedontwikkelaar Caap, baggerbedrijven DEME en De Cloedt en de naamloze vennootschap Participatiemaatschappij Vlaanderen (PMV) wil hier samen 1000 flats bouwen. Tegen dit project komen er meer en meer bezwaren vanuit het Agentschap Natuur en Bos, natuurverenigingen en de academische wereld, omwille van de te verwachten recreatiedruk en de impact op het natuurreservaat

## Fauna

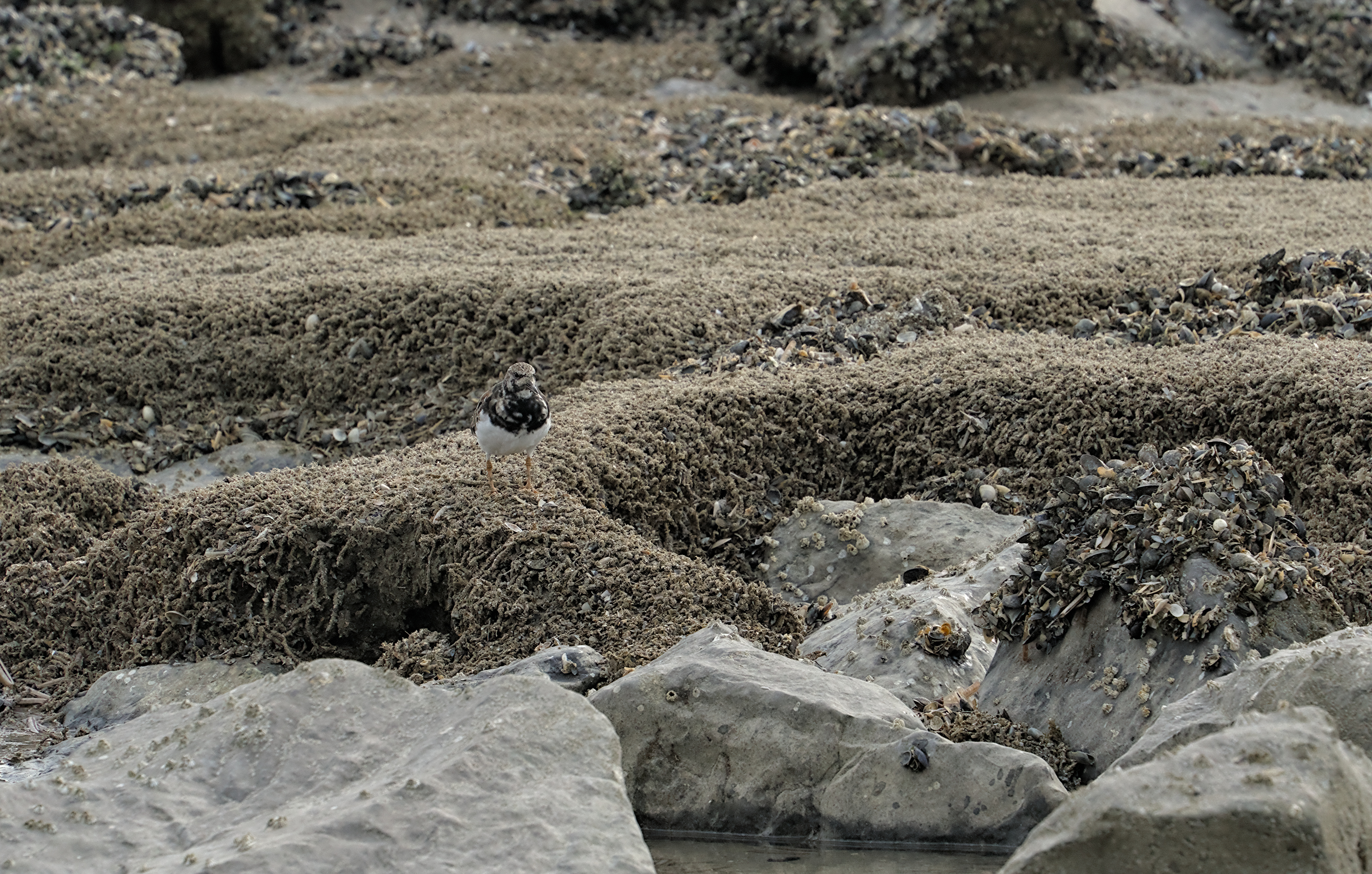
Steenloper op het strand

In het gebied komen verschillende vogelsoorten voor zoals lepelaars, wilde eenden, bergeenden, wulpen, kleine zilverreigers, aalscholvers, kluten, scholeksters en dodaarzen.